# Les Amants sacrifiés
Pour plus de détails, voir Fiche technique et Distribution.
Les Amants sacrifiés (スパイの妻, Supai no tsuma) est un film japonais réalisé par Kiyoshi Kurosawa, sorti en 2020.
Kiyoshi Kurosawa remporte le Lion d'argent du meilleur réalisateur à la Mostra de Venise 2020.

## Synopsis
Kobe, 1941. Yusaku, dirigeant d'une entreprise internationale d'import-export, vit avec sa femme Satoko et tente de vivre comme un couple épanoui en s'éloignant des tensions grandissantes de la Guerre entre le Japon et les pays occidentaux. Leur couple commence à être bouleversé quand Yusaku revient d'un voyage en Mandchourie et commence à agir bizarrement à tel point qu'il attire les soupçons de sa femme ainsi que des autorités locales. Satoko est prête à tout pour savoir ce que cache son mari. 

## Fiche technique
- Titre original : スパイの妻 (Supai no tsuma?)
- Titre français : Les Amants sacrifiés
- Réalisation : Kiyoshi Kurosawa
- Scénario : Ryūsuke Hamaguchi, Tadashi Nohara et Kiyoshi Kurosawa
- Musique : Ryōsuke Nagaoka (ja)
- Décors : Norifumi Ataka
- Costumes : Haruki Koketsu
- Photographie : Tatsunosuke Sasaki, Nakaya Kimura
- Son : Keita Yoshino
- Montage : Hidemi Lee (ja)
- Production :
  - Production déléguée : Teruhisa Yamamoto
  - Production exécutive : Kei Shinohara, Keisuke Tsuchichashi, Ryuji Sawada, Hideyuki Okamoto, Satoshi Takata, Osamu Kubota
  - Production associée : Mitsuhiro Kyota, Hisashi Yamaguchi
- Société de production : NHK
- Pays de production :  Japon
- Langue originale : japonais
- Format : couleur
- Genre : drame, historique, romance
- Durée : 115 minutes[1]
- Dates de sortie :
  - Japon : 6 juin 2020 (première à la télévision)[2] ; 16 octobre 2020 (en salles)[1]
  - Italie : 8 septembre 2020 (Mostra de Venise 2020)
  - France : 8 décembre 2021[3]

## Distribution
- Yū Aoi : Satoko Fukuhara
- Issei Takahashi : Yusaku Fukuhara
- Masahiro Higashide : Yasuharu Tsumori
- Hyunri : Hiroko Kusakabe
- Yuri Tsunematsu : Komako
- Takashi Sasano : docteur Nozaki
- Chuck Johnson : Bob
- Ryōta Bandō : Fumio Takeshita
- Minosuke : Kanemura

## Production
Le film a été tourné en 8K,.

## Accueil
En France, le site Allociné recense une moyenne des critiques presse de 3,9/5.

## Distinctions

### Récompenses
- Mostra de Venise 2020 : Lion d'argent du meilleur réalisateur[7],[8]
- Asian Film Awards 2021 : prix du meilleur film, de la meilleure actrice pour Yū Aoi et des meilleurs costumes pour Haruki Koketsu[9]
- Prix Kinema Junpō 2021 : prix du meilleur film et prix du meilleur scénario pour Ryūsuke Hamaguchi, Tadashi Nohara et Kiyoshi Kurosawa[10]

### Nominations
- Asian Film Awards 2021 : prix du meilleur réalisateur pour Kiyoshi Kurosawa et des meilleurs décors pour Norifumi Ataka[11]